# Александровская церковь при Реальном училище
Александровская церковь при Реальном училище —  церковь при Реальном училище города Новочеркасска Ростовской области.

## История
История Новочеркасского реального училища и храма при нём началась с Высочайше утверждённого 25 января 1877 года постановления Государственного совета России: «Учредить в г. Новочеркасске и ст. Урюпинской с 1 июля I887 года два шестиклассных реальных училища с основным и коммерческим отделениями…».
В 1905 году в Новочеркасске было решено построить новое здание для Александровского реального училища. Закладка здания состоялась 31 июля 1906 года в присутствии наказного атамана, великого князя Николая Маслова, на перекрёстке улиц Московской и Комитетской. Строительство находилось под контролем инженера-архитектора Властова. Строилось здание на средства войскового капитала. В 1908 году все классы обоих отделений училища были переведены в новое здание и в 1908 году учебный год начался для них на новом месте.
При Новочеркасском Александровском реальном училище (в настоящее время это средняя школа № 1) в июне 1914 года, с благословения архиепископа Донского и Новочеркасского Владимира, было начато устройство домовой церкви в честь Святого благоверного Великого Князя Александра Невского.
Церковь строилась на пожертвования Почётного попечителя училища генерал-майора П. П. Рыковскова. Проектировал храм домовой городской архитектор В. А. Властов. В октябре 1914 года церковь была построена и освящена.
Церковь располагалась на третьем этаже здания училища. В ней перед началом занятий проводили богослужения ученики училища, в первой половине 1917 года — члены местного Временного правительственного органа — Донисполкома. В годы гражданской войны в здании училища размещались и молились девицы Смольного института благородных девиц. Институт, после занятия большевиками здания Смольного в Петрограде в октябре 1917 года, был переведён в Новочеркасск и размещён на третьем этаже Реального училища. В декабре 1919 года учащиеся оставили здание реального училища в Новочеркасске. Позднее здание перешло школе общеобразовательной девятилетки, потом — средней школе им. Максима Горького.
В годы Великой Отечественной войны в здании училища находился военный госпиталь. После войны и до настоящего времени в здании работает средняя школа № 1.